# Wahlen zum Repräsentantenhaus der Vereinigten Staaten 1964
Die Wahlen zum Repräsentantenhaus in den Vereinigten Staaten 1964 fanden am Dienstag, 3. November 1964, statt. Zur Wahl standen alle 435 Mandate der Kongresskammer, wobei die Demokraten ihre Mehrheit weiter ausbauen konnten. Die Republikaner verloren zahlreiche Sitze. Parallel erfolgten die Wahlen zum Senat und die Präsidentschaftswahl 1964. Vor den Wahlen des Jahres 1964 war vor allem in den Südstaaten das Wahlrecht noch durch Gesetze eingeschränkt, die das Wahlrecht an ein bestimmtes Steueraufkommen knüpften. Dadurch wurden ärmere Weiße, vor allem aber viele Afro-Amerikaner vom Wahlrecht ausgeschlossen. Diese Einschränkungen wurden zunehmend mehr und mehr kritisiert und durch die Verabschiedung des 24. Zusatzartikel zur Verfassung der Vereinigten Staaten im Jahr 1964 abgeschafft. Die vormals ausgeschlossenen Bürger durften 1964 erstmals an den Wahlen teilnehmen.

## Wahl und Ergebnis
Die Wahlen fanden ein Jahr nach der Ermordung John F. Kennedys statt und verliefen allgemein ungünstig für die oppositionellen Republikaner. Die Demokraten konnten ihre bereits zuvor deutliche Mehrheit von 258 Sitzen auf 295 Mandate der 435 Mitglieder umfassenden Kongresskammer ausbauen. Die Demokraten erhielten damit auch im Repräsentantenhaus eine Zweidrittelmehrheit. Auch im Senat hatten sie ihre Sitzanzahl auf 68 der 100 Sitze ausgebaut.
Das neu gewählte Repräsentantenhaus konstituierte sich wie von der Verfassung vorgesehen am dritten Tag des folgenden Januars, also am 3. Januar 1965. Daraufhin wurde mit der demokratischen Mehrheit John W. McCormack erneut zum Sprecher des Hauses gewählt. Neuer Oppositionsführer und Fraktionsvorsitzender der Republikaner wurde der spätere US-Präsident Gerald Ford aus Michigan.
Das Wahlergebnis führte dazu, dass der bei der parallel erfolgten Präsidentschaftswahl im Amt bestätigte Präsident Lyndon B. Johnson eine breite Mehrheit hatte, um sein Reformprogramm Great Society umzusetzen.